# 谷川貞治
谷川 貞治（たにかわ さだはる、1961年9月27日 - ）は、日本の格闘技プロモーター、プロデューサー、元雑誌編集者、元スポーツライター。イベント興行会社FEG社長、元K-1イベントプロデューサー。愛知県名古屋市出身。

## 来歴
名古屋市立八王子中学校、愛知県立旭丘高等学校、日本大学法学部政治経済学科卒業。中学、高校とハンドボールに打ち込み、主将を務めた。大学時代には、アメリカンフットボールで活躍した。
大学卒業後、ベースボール・マガジン社入社、空手専門誌『近代空手』編集部に配属。『格闘技通信』には創刊号から記事を執筆し、所属していた『近代空手』が『格闘技通信』に合併されたのに伴い、1987年から正式に同編集部へ配属され、1990年から2代目編集長に就任した。当時の別名はサダハルンバ谷川。
1996年の春にベースボール・マガジン社を退社。『紙のプロレス』発行人の柳沢忠之らと、株式会社ローデス（Rhodes）を立ち上げ、専務取締役に就任。パーフェクTV!（のちのスカパー!プレミアムサービス）などで放送するプロレス・格闘技専門チャンネル「FIGHTING TV サムライ」開局の立ち上げスタッフとして参加。初代編成部長の職に就いたが、半年ほどで退職。
サムライTVでは柳沢忠之と開局イベントで失敗。予算編成を一桁間違え、運営会社の三井物産に大打撃を与えてしまい、開局後直ぐにFIGHTING TV サムライから外れる。その後は、フジテレビの格闘技情報番組『SRS』に格闘技評論家としてコメンテーターを務める傍ら、柳沢と共に「株式会社ローデス」を設立して専務取締役になった。1997年創刊の『格闘ゲリラマガジン』、1998年創刊の『格闘パンチ』といった短命に終わった格闘技雑誌の編集長を経て、1999年に扶桑社から格闘技専門誌『SRS-DX』を創刊して、2003年9月の休刊まで編集長を務めた。
K-1の前プロデューサー石井和義とは『格闘技通信』編集長時代からアドバイザー的な立場にあり、当時入手困難だったK-1のチケットを『格闘技通信』誌上で販売。さらに、石井からはK-1のマッチメイクの業務委託を受けていた。石井からの信頼も厚く、ケイ・ワン脱税事件後の2003年1月にK-1イベントプロデューサーおよび新設されたK-1運営会社FEGの社長に就任した。
2003年にK-1ラスベガス大会でボブ・サップとキモが対戦したときは、会場がキモコールで沸き立つなか、谷川は「（サップの愛称である）ビーストコールですね」とコメントしていた。この台詞はテレビ解説を務める際に中立性を欠いて特定の選手を贔屓しがちな谷川への皮肉を込めてインターネット上に浸透している。
英語の実力にはかなり不安があるようで、英語が流暢な角田信朗に対して「悔しいですね」と嫉妬の念を込めて発言していた。
総合格闘技イベントのPRIDEにも関わりが深く、運営に参加するという話はあったものの間接的にサポートすることになり、フジテレビにPRIDEを放送するよう進言。格闘技情報番組『SRS』でPRIDEの情報を流したり、フジテレビで中継番組が実現した際にはテレビ解説者を務めるなどした。PRIDEのマッチメイク会議に参加するなどしたが、2003年5月にPRIDE.26でミルコ・クロコップとヒース・ヒーリングの対戦が秘密裏に決定して、K-1とPRIDEの関係が悪化したのを機にPRIDEからは離れている。
その後、優れた外国人格闘家を大量にPRIDEに引き抜かれた谷川は、ボビー・オロゴンなどのタレントファイターや元横綱の曙など身体が大きくて実力よりも話題性のある選手を起用することでPRIDEに対抗した。
2000年代後半あたりは、タレント、モンスター路線に拒絶反応を起こし始めたファンを取り戻すために、実力派ファイターを発掘し始めている。
K-1に加えて総合格闘技にも進出し、2005年から2007年まではHERO'Sを運営、2008年から2011年にかけてはHERO'Sの後継団体であるDREAMも運営していた。
2009年3月22日、東京マラソン2009に出場し、6時間12分50秒で完走した。
モンスター路線から競技路線へとシフトし始めて以降は、世界進出を目指して各地で大会を開催したり、レフェリーである角田信朗がたびたびルールを無視した独断専行をするたびに苦言を呈したりしている。
2012年4月5日、K-1の商標が「K-1グローバル・ホールディングス」に移行したことに伴い、K-1プロデューサーを辞任したことを発表した。同年10月25日、K‐1の運営会社「FEG」が破産したことについての真相を暴露した自著「平謝り―K‐1凋落、本当の理由」を出版し、その著書にはK-1を立ち上げる前の正道会館時代から石井和義にアドバイスをしながら2人で格闘技通信の誌上で意図的にブームの火付けを演じた内幕、FEGは大会の運営会社であってK-1という団体・競技ブランドそのものの権利は石井が持っていたという説、4年間給与を受け取らず各種未払いに身銭を切った時期があるという主張が記述されていた。
以後も2013年12月に開催された「GLORY 13 TOKYO」でゲストプロデューサーを務めるなど、表舞台に出る機会こそ減ったものの、格闘技関連に関わり続けている。
2015年、格闘技イベント「巌流島」発足に携わる。

## 人物
- 身長180cm、体重100kg超。
- 前田日明より「グレたキューピー（グレキュー）」との異名を頂戴している[17]。
- ベースボール・マガジン社の先輩で、師匠として仰いでいるターザン山本には、出世した今でも頭が上がらない。2003年にFEGの社長になり多忙になった際、自身が編集長だった格闘技雑誌『SRS-DX』の事実上の編集長をターザン山本に依頼している[18]。
- 口癖は「んあ〜」「危ない、危ない」 「効いてる、効いてる」「全然笑えないんだけど」など。
- 格闘技評論家を名乗り、長年格闘技雑誌の編集長を務めていたが、格闘技の経験はない。
- 2009年11月にTwitterを開始し、ファンからの質問に積極的に回答している。Twitterでの目標は、ファンとの交流を深めて意見を取り入れることと、世界最大の総合格闘技団体UFCの社長ダナ・ホワイトのフォロワー数を超えることとしている。
- しるこサンドが大好物であり、2010年1月にTwitter上でしるこサンドを絶賛するツイートを連発したことにより、しるこサンドの売り上げが1月だけで2割以上も上がり、しるこサンドを生産している松永製菓からFEG宛てにしるこサンドが大量にプレゼントされた。また、谷川がTwitterにて格闘技の話題そっちのけでしるこサンドに関するツイートばかりしたため谷川のフォロワー数が減っていることに対して見かねた水道橋博士からK-1プロデューサーとしてTwitterを有効活用することを説かれて以降は、しるこサンドの話題を減らすようになっている[19]。

## 谷川モンスター路線
2003年にK-1プロデューサー就任して以降は、前年にボブ・サップが格闘技経験が少ないにもかかわらず圧倒的なパワーと巨体で勝ち進み、そのキャラクター性でK-1のみならず格闘技に興味がない一般人にも知れ渡るほど日本中に旋風を巻き起こしたことを踏まえて、記者会見やSRS出演時に「これからは格闘技経験の豊富な選手よりもサップのように体格とパワーがある選手をアメフトとかからも探してきて参戦させます」と明言。谷川の意向によってチェ・ホンマンや曙、モンターニャ・シウバ、バタービーンなどの大型選手が出場した。大会が開催されるたびに視聴率の話題を切り出し、ボビー・オロゴンや金子賢といった、格闘技経験、プロスポーツ経験のない芸能人を出場させるなどした。
話題性がある格闘技素人を出場させることを優先する一方で、ムエタイでの実力と実績は抜群であるアレクサンダー・ウスティノフやヨードセングライ・フェアテックスといった真の強豪選手を1 - 2回参戦させただけですぐに干すようになり、ウスティノフに負けた直後の選手がK-1本選に何度も参戦していた（詳細はアレクサンダー・ウスティノフの項を参照）。ヨードセングライがK-1 MAXに初参戦して勝利した翌日には、「あれは触らぬ神に祟りなしですねぇ」「タイ人が増えるのは問題です。多くて二人まででしょう。タイ人ばかりになっちゃうので規制をかける」とコメントした。
2004年のK-1WGPシリーズにおいては「世代交代」を大々的に打ちだし、新世代代表として前年度決勝進出者のレミー・ボンヤスキーと武蔵をプッシュしたが、同年のWGP決勝大会でレミーと武蔵が不可解な判定で決勝に進出したことに対して選手・ファン・専門家から抗議が殺到し、判定が再審議されたが結果は覆らなかったことがK-1公式サイトで発表された。
2004年FEGのオフィシャルサイトにて「K-1マニフェスト」として以下の10の公約を発表した。
1. マイク・タイソンをK-1のリングに上げる
2. 新しい格闘技のイベントを旗揚げする
3. ヒクソン・グレイシーとどでかいことをやる。
4. 曙vs サップを名勝負数え歌にする
5. 曙以上の大物をスカウトする
6. サップを新日本プロレスのチャンピオンにする
7. WRESTLE-1を復活させる
8. K-1各シリーズを大改革する
9. 視聴率でオリンピックに勝つ
10. 以上のことがひとつでも守れなかった場合、坊主になることを検討する。

公約のうち、マイク・タイソン、ヒクソン・グレイシー、「曙以上の大物」の出場は無かった。
2003年からは総合格闘技イベントPRIDEが地上波ゴールデンタイム放送に進出して台頭し始め、PRIDE主催者側が「コアなファンに向けたカードを組んでいく」と常々公言し、好カードを組んでいたこともあり、コアなファンがPRIDEへと流れていく要因にもなり、K-1側の優良外国人選手もPRIDEに引き抜かれるようになった。また、テレビ視聴率も大型選手や芸能人ファイターが珍しかった当初は高い視聴率を獲得していたが、次第に飽きられ、視聴率も低下していった。
こういった批判を受けて2005年に「原点回帰」を表明し、徐々にモンスター路線から競技路線にシフトしていくようになり、テクニックに欠ける大型選手やプロ格闘家としてのキャリアの無いタレントなどのモンスター路線を象徴する選手は2008年には完全にいなくなった。ファイトスタイルと人気の低さゆえに、石井館長に嫌われて（石井館長はファイトスタイルを嫌っていたのであり、人間性は否定していない）、不遇な状況を強いられていた実力者セミー・シュルトをK-1本選に参戦させたり、トーナメントだけでなくワンマッチの王座を創設、新しい階級の増設、アマチュアの大会、K-1甲子園などといったことを実現させ、「K-1を五輪競技にすること」を目標に活動するようになっている。
2006年8月5日に行われた総合格闘技イベントHERO'Sで、移籍後初戦となる桜庭和志が相手選手ケスタティス・スミルノヴァスからの打撃によって半失神状態であったにもかかわらず試合を続行したうえ、桜庭の頭部がロープの外側に出ているという理由で試合を一時停止してリング中央に移動させるなどの対応があった。この試合に対して安全面を重視する前田日明SVが激怒し、谷川が詰め寄られるという事態が起きた。前田に対しては「僕がやったんじゃないですよ!」と返答。「僕はちょうど死角になってよく見えなかったんです」 と回答している。試合中も解説の船木誠勝が「止めた方がいいんじゃないですか？」と発言していたが、これを無視していた。桜庭は9月25日の練習中に嘔吐し、検査の結果、脳には異常が無かったが、椎骨脳底動脈血流不全と診断され、10月9日の興行に欠場することとなった。

## 秋山成勲との関係
2006年大晦日のK-1 PREMIUM 2006 Dynamite!!のメインイベントで、秋山成勲が桜庭和志に行った反則に対する批判(秋山成勲#試合での反則行為の指摘#総合格闘技を参照)を鎮めるために奔走。二転三転する言い訳に世論の非難が高まり、最終的に反則の一部を認め、秋山に対して無期限出場停止の裁定を下すことで沈静化を図った。その後、秋山復帰のために奔走し、無期限出場停止の裁定から10か月後には秋山の母国である韓国での復帰戦を用意した。
2007年大晦日の興行やれんのか! 大晦日! 2007に派遣された秋山が三崎和雄にKO負けすると、勝者である三崎に対し反則を行ったと抗議し、「（元韓国人だった秋山を支持している）韓国ファンが怒っているから、三崎はソウルスタジアムで10万人の韓国人に囲まれた状態で秋山と再戦するべき」と見解を述べた。当該試合は、2008年1月22日に無効試合と変更された。
「やれんのかは1度限りのイベントで、再戦を約束するものではない」（島田裕二ルール・ディレクター）という興行であるが、谷川は秋山のために再戦の場を設けない関係者を批判し、2008年1月23日の記者会見では「秋山vs三崎戦は2試合行う約束をやれんのか!サイドと交わしており、勝手に戦極と契約した三崎はモラルに欠ける」「大きな試合にはリマッチがつきもの。その自覚がない三崎選手はファンとか他の選手とかに失礼。チャンピオン失格です」と発言した。
2008年12月11日のDynamite!! 〜勇気のチカラ2008〜に関する記者会見で、欠場を希望した秋山について「これ以上、交渉するつもりはないです」と発言した。対戦相手として10名ほどの選手を挙げて交渉したにもかかわらず合意に至らず、加えて秋山が希望するファイトマネーがK-1最高水準に達したことにより、FEGサイドとの関係も悪化し、「残念としかいえない。格闘技を盛り上げないといけない時期に非常に残念です」と秋山を批判。その後も専門誌等で、秋山とは距離を置く旨の発言をした。
2009年3月5日、秋山がDREAMを離脱しUFCに移籍。韓国で行われた会見で「強い相手との対戦を望んだのに、マッチメイクを実現してくれなかった。弱い相手と対決することを望むならDREAMに残っただろう」と話し、秋山は自伝にて「総合（MMA）ルールでジェロム・レ・バンナとのリベンジ戦か、バダ・ハリとの対戦を希望した」と綴っていた。
谷川は格闘技専門誌等で「こちらはミルコ・クロコップや青木真也辺りと対戦してほしいとオファーしたが、秋山くんは自分よりも2階級も下で総合ルールの経験が一度も無い魔裟斗とK-1と総合のMIXルールで対戦したいと言ったり、高額なファイトマネーを要求したり、“強い相手と戦いたいからマッチメイク権を譲渡しろ”などと無理難題な要求をしてきた」と発言した。

## 関連書籍
- 谷川貞治「アンディ・フグの生涯」（ISBN 4331507440）
- 谷川貞治・ターザン山本「最強の格闘王を探せ!―"異種格闘技"新時代を読み解く!」（ISBN 4796628703）
- 谷川貞治・堀辺正史「武道と他流試合 日本人よ、グレイシーに学べ!」（ISBN 4583032307）
- 西田健「K-1&格闘技の"真実"」（ISBN 4876933405）
- 谷川貞治「平謝り―K‐1凋落、本当の理由」